# سارة مسفر
سارة مسفر هي مؤلفة ومخرجة ومنتجة أفلام سعودية.

## مسيرتها المهنية
تخرجت سارة مسفر في كلية الفنون السينمائية بجامعة عفت الأهلية، وحصلت منها على درجة البكالوريوس في الإنتاج المرئي والرقمي، ثم بدأت مسيرتها المهنية كمخرجة ومؤلفة ومنتجة للأفلام القصيرة، فكانت أولى تجاربها السينمائية في عام 2018 من خلال الفيلم القصير «شرفة» ثُم بعد ذلك ألفت وأنتجت وأخرجت العديد من الأفلام السينمائية القصيرة بالإضافة إلى عدة أفلام قصيرة شاركت في إخراجها برفقة مخرجين آخرين.

## أعمالها

### الأفلام
- شرفة: فيلم قصير عُرض لأول مرة عام 2018.
- من يحرقن الليل: أنتج عام 2020، وعُرض لأول مرة خلال فعاليات مهرجان البحر الأحمر السينمائي الدولي، ثُم عُرض خلال فعاليات الدورة الثانية والأربعين من مهرجان القاهرة السينمائي الدولي.[3]
- بلوغ: أنتج عام 2021، وتولت سارة مسفر إخراج جزء من الفيلم بعنوان «الضباح».[4] عُرض الفيلم لأول مرة في مسابقة آفاق السينما العربية خلال فعاليات الدورة الثالثة والأربعين من مهرجان القاهرة السينمائي الدولي عام 2021.[5]

### الأعمال الأخرى التي شاركت فيها وليست من إخراجها
| السنة | اسم العمل        | النوع     | نوع المُشاركة              |
| ----- | ---------------- | --------- | ------------------------- |
| 2019  | سعدية سابت سلطان | فيلم قصير | إنتاج                     |
| 2022  | قوارير           | فيلم      | شاركت في التأليف والإنتاج |

## التكريمات والجوائز
في عام 2019 فاز الفيلم القصير «سعدية سابت سلطان» الذي أنتجته سارة مسفر بجائزة لجنة التحكيم من مهرجان أفلام السعودية. وفي عام 2020 فازت المخرجة سارة مسفر بجائزة السينما الواعدة من مهرجان أيام قرطاج السينمائية عن فيلها القصير «من يحرقن الليل»، وهو الفيلم الذي حظي في نفس العام بتنويه خاص من لجنة تحكيم مهرجان القاهرة السينمائي الدولي خلال مسابقة سينما الغد للأفلام القصيرة، كما حاز أيضًا على جائزة أفضل فيلم قصير من مهرجان بالم سبرينجز الدولي للأفلام القصيرة.